# Anna Mária bolgár cárné
Anna Mária királyi hercegnő (Esztergom, 1204 – Veliko Tarnovo, 1237 ősze) II. András magyar király és felesége, Gertrúd merániai hercegnő leánya, II. Iván Aszen bolgár cár felesége.

## Élete
Apja a szentföldi hadjáratáról tartott vissza, amikor a bolgár cár, II. Iván Aszen birodalmának határára ért. A cár azonban csak akkor engedte át Andrást, ha valamelyik lányát hozzá adja feleségül. A házasság megkötését az is nehezítette, hogy Anna katolikus, Iván pedig ortodox vallású volt, így kellett a tarnovói pátriárka és a római pápa beleegyezése is. A pápai beleegyezést végül András Rómába írott levele után kapták meg. A feleség hozományaként Belgrádot és Braničevót vitte. A házasságot 1221 januárjában kötötték meg, Anna Mária a cár második felesége lett. Számos gyermekük született, köztük:
- Elena hercegnő, aki Ilona császárné néven II. Laszkarisz Theodor nikaiai császár felesége lett
- Tamara hercegnő
- Koloman herceg, a későbbi I. Kálmán bolgár cár (1241–1246)
- Petr herceg († 1237).

1237-ben a cárné és fia, Péter is a pestis áldozata lett. Halálakor férje Tsurul várát (Tzuruli castrum) ostromolta. Veliko Tarnovóban, a Negyven Mártír templomában temették el.

## Szépirodalom
- Passuth László: Hétszer vágott mező (Szépirodalmi Könyvkiadó, Budapest, 1965)